# Arisaema odoratum
Arisaema odoratum är en kallaväxtart som beskrevs av Jin Murata och S.K.Wu. Arisaema odoratum ingår i släktet Arisaema och familjen kallaväxter. Inga underarter finns listade.